# Dessert (magazine)
Pour les articles homonymes, voir Dessert (homonymie).
Dessert (デザート, Dezāto) est un magazine de prépublication de mangas mensuel de type shōjo publié par Kōdansha depuis 1996. The Dessert et lui remplacent le Shōjo Friend dont la publication est stoppée la même année.
La circulation du magazine est estimée à 93 417 exemplaires entre le 1er octobre 2008 et le 30 septembre 2009 et 79 333 exemplaires entre octobre 2018 et mars 2019.